# Поткин, Владимир Иванович
Влади́мир Ива́нович По́ткин (21 января 1938, с. Калманка, Алтайский край, РСФСР, СССР — 13 мая 1999, Нижний Тагил, Свердловская область, Россия) — советский конструктор танков, создатель современного российского танка Т-90.
Автор 13 свидетельств и 4 патентов на изобретения.

## Биография
Родился 21 января 1938 года в с. Калманка Алтайского края.
Жил на Алтае недолго, в первый класс он пошёл уже в новосибирскую школу № 49. Окончив её, поступил в Ташкентское танковое училище. После учебы Поткин семь лет командовал взводом — сначала в одной из частей группы советских войск в Германии, потом — в Симферополе.
С 1965 по 1970 годы слушатель Военной академии бронетанковых войск, военный инженер-конструктор. Службу в войсках Поткин закончил в должности заместителя командира батальона по технической части.
С 1971 года Владимир Иванович начинает трудиться на Уральском вагоностроительном заводе им. Дзержинского Миноборонпрома, где прошёл путь от старшего инженера-конструктора отдела «520» до главного конструктора Уральского конструкторского бюро транспортного машиностроения.
Принимал участие в модификации танка Т-72. В 1987 году назначен главным конструктором и начальником Уральского КБ транспортного машиностроения. Создатель танка Т-90, принятого на вооружение российской армией в 1992 году.
Одновременно под его руководством на Уралвагонзаводе разработаны и внедрены в производство универсальный малогабаритный погрузчик ПУМ-500, экскаватор одноковшовый универсальный гидравлический на гусеничном ходу ЭО-5126, экскаватор гидравлический полноповоротный на колесном ходу ЭО-33211.
Скоропостижно скончался от сердечного приступа за своим рабочим столом утром 13 мая 1999 года. Похоронен на кладбище «Пихтовые горы».

## Награды
Посмертно награждён орденом «За заслуги перед Отечеством» III степени.

## Память
Решением правительства Российской Федерации танку Т-90 было присвоено имя «Владимир».
В Нижнем Тагиле открыт памятник создателю танка Т-90.
7 сентября 2012 г. в Нижнем Тагиле на стене дома, где жил Владимир Иванович, установлена мемориальная доска.
1 сентября 2023 г. МБОУ г. Новосибирска СОШ № 49 присвоено имя В.И. Поткина.